# Lolei

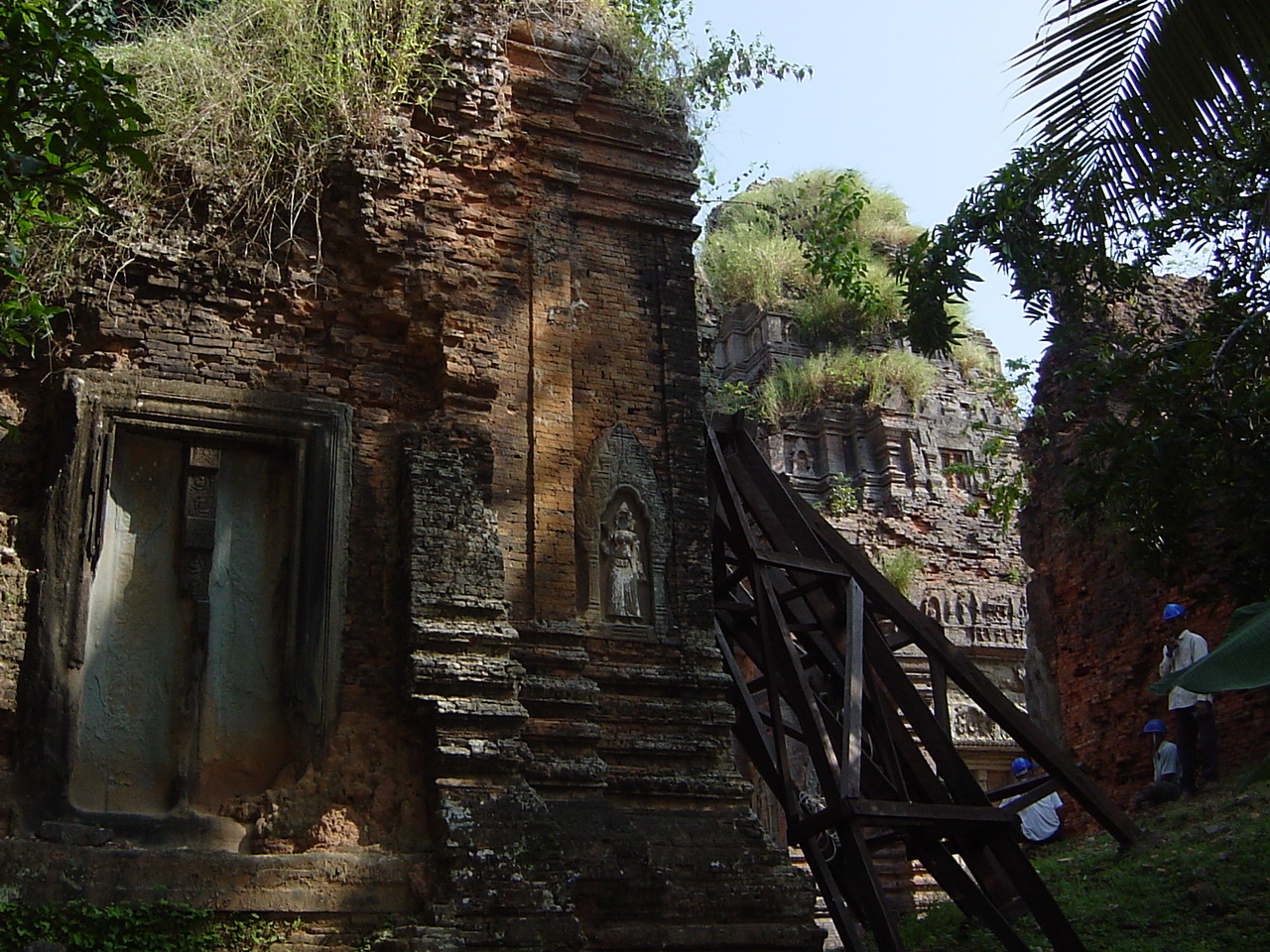
Đền Lolei tại Angkor, Campuchia

Lolei (tiếng Khmer: ប្រាសាទលលៃ) là ngôi đền ở cực bắc của nhóm Roluos gồm ba ngôi đền Hindu cuối thế kỷ thứ 9 tại Angkor , Campuchia , những ngôi đền còn lại là Preah Ko và Bakong. Lolei là ngôi đền cuối cùng trong số ba ngôi đền được xây dựng như một phần của thành phố Hariharalaya từng phát triển rực rỡ tại Roluos, và vào năm 893, vua Khmer Yasovarman I đã dành nó cho thần Shiva và cho các thành viên của hoàng gia.: 98, 112  có nghĩa là "thành phố Harihara ." Từng là một ngôi đền trên đảo, Lolei nằm trên một hòn đảo hơi về phía bắc trung tâm ở baray Indratataka ngày nay khô cằn: 60 công trình xây dựng gần như hoàn thành dưới thời cha của Yasovarman và người tiền nhiệm Indravarman I. Các học giả tin rằng việc đặt ngôi đền trên một hòn đảo ở giữa một vùng nước giúp xác định nó một cách tượng trưng với Núi Meru, quê hương của các vị thần trong thần thoại Hindu được bao quanh bởi các đại dương trên thế giới.

## Kiến trúc và lịch sử

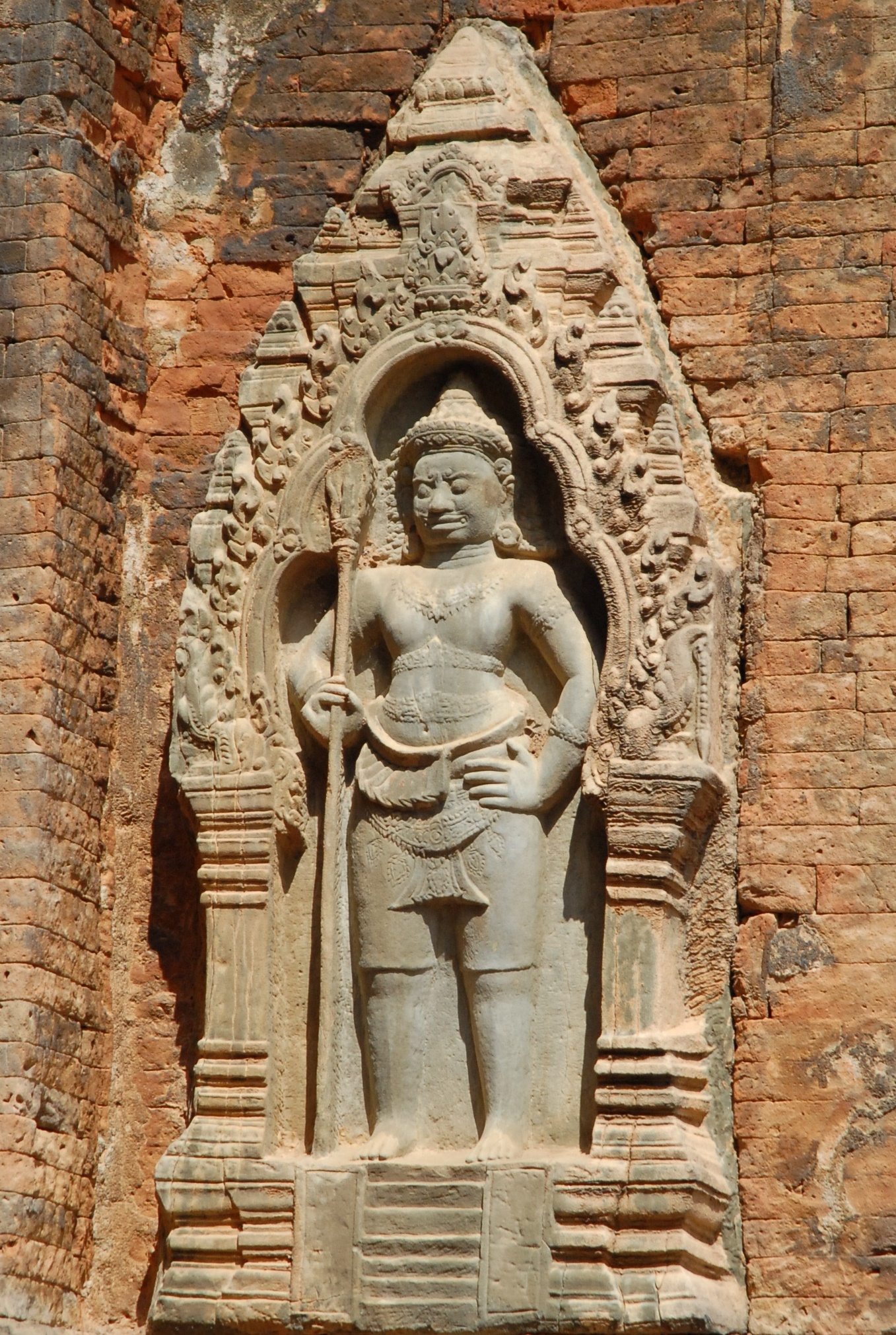
Điêu khắc đá trên tường gạch đền

Có kiểu kiến trúc gần giống với các đền Preah Ko và Bakong. Lolei là ngôi đền được xây dựng cuối cùng sau khi xây dựng xong cụm Bakong và Preah Ko.Ba ngôi đền được xây dựng như một phần của thành phố của Hariharalaya vào năm 893. 
Cụm di tích Lolei được vua Yasovarman xây dựng kinh đô vào năm 893 dùng để thần Shiva và là nơi thờ hoàng tộc. Kiến trúc Lolei xưa kia được xây dựng như là một ốc đảo, mà xung quanh là các Baray bao bọc. Lolei được xem như là nhà ở của thần linh tượng trưng cho núi Meru, mà bao bọc xung quanh là các Baray tượng trưng cho đại dương trong truyền thuyết. Toàn thể công trình 3 cụm tháp này theo hoàn toàn kiến trúc Roluos. Kiểu kiến trúc tiêu biểu khác hoàn toàn kiểu kiến trúc còn lại.

## Hiện trạng
Xưa kia, cụm di tích vốn dĩ có tháp trung tâm với các kiến trúc điêu khắc các nhân vật trong đạo Hindu, bao bọc xung quanh là các bức tường thành bao bọc với chức năng bảo vệ ngôi đền. Thế nhưng ngày nay, Baray bao bọc ngôi đền đã không còn, vì nước đã cạn kiệt, bức tường cũng sụp đổ, di tích tháp trung tâm xuống cấp một cách nghiêm trọng. Di tích nằm xa khu trung tâm nên rất ít du khách tham quan. 

## Đường tới Lolei
Nằm cách khu trung tâm Siêm Riệp 13 km. Theo quốc lộ 6 sau đó rẽ 400m bên phải (phía Nam) để đi Bakong, đi tiếp 600m nữa là đến Lolei.